# Luc Bruyère
Luc Bruyère est un artiste français connu sous le nom de Lucky Love, né en 1993 à Roubaix. Il est à la fois acteur, chanteur, danseur, mannequin et artiste de cabaret (transformiste).

## Biographie
Né avec un seul bras, Luc Bruyère commence par la danse au centre chorégraphique national de Roubaix, alors dirigé par Carolyn Carlson. À l’âge de 15 ans, il arrête pour suivre des cours dans une école d’arts plastiques à Tournai en Belgique.
Quand il arrive à Paris, il fait de la figuration et tient un tout petit rôle dans La Vie d'Adèle d'Abdellatif Kechiche qui lui conseille de prendre des cours. Il passe trois ans au Cours Florent, joue pour Romeo Castellucci, danse à plusieurs reprises avec Marie-Agnès Gillot et intègre la troupe de Madame Arthur sous le nom de « la Vénus de mille hommes ». Aux côtés d'artistes comme Monsieur K, Charly Voodoo, L'Oiseau joli ou Patachtouille, il propose des reprises de chansons en français, d'époque ou plus modernes, interprétées au piano-voix et à l'accordéon.
Repéré dans un bar à 17 ans, en tant que mannequin, il pose à New York pour Craig McDean avant de trouver une agence et d’enchaîner les collaborations. Il fait notamment la couverture du magazine Têtu et participe à une campagne pour Nike.
Il joue aux côtés de JoeyStarr et Béatrice Dalle dans l'adaptation théâtrale d'Elephant Man, mise en scène par David Bobée. Il a joué dans deux films du cinéaste Antony Hickling,,.
Il participe à un spectacle dans le cadre de la cérémonie d'ouverture des Jeux paralympiques d'été de 2024 place de la Concorde à Paris. Pour cette occasion, il a adapté le texte de sa chanson My Masculinity et en a changé le titre en My Ability,. Il reçoit en 2024 le prix têtu· de la représentation grand public pour sa participation à la cérémonie d'ouverture des Jeux paralympiques[source secondaire souhaitée].

## Musique
- 2023 : Album Tendresse (extended edition)
- 2024 : single I'm Read[19]
- 2024 : single Masculinity
- 2024 : album I Don't Care If It Burns

## Spectacles

### Théâtre
- 2019 : Elephant Man de David Bobée

### Opéra
- 2017 : Moses und arond de Romeo Castellucci, Opéra National de Paris Bastille

### Danse
- 2017 : Embers to Embers d'Olafur Eliasson
- 2018 : Déambulations de Marie-Agnès Gillot et Carolyn Carlson

## Filmographie

### Cinéma

#### Longs métrages
- 2014 : Malgré la nuit de Philippe Grandrieux
- 2015 : Where Horses Go to Die d'Antony Hickling
- 2016 : La nuit a dévoré le monde de Dominique Rocher
- 2018 : Frig d'Antony Hickling[20]
- 2018 : Trip de Lesly Lynch
- 2019 : Le Lion de Ludovic Colbeau-Justin

#### Courts métrages
- 2016 : La Réparation de Kader Attia
- 2018 : Gold de Clément Gino

### Télévision

#### Séries télévisées
- 2017 : Spleen de Florian Beaume
- 2021 : Gina de 6 x confiné⋅e⋅s de Marina Rollman

### Clips
- 2016 : On est bien comme ça de Vianney
- 2018 : Bepob record : Catastrophe
- 2018 : Turn to dust : Cascadeur[21]
- 2018 : Fils de joie : Rubin[22]
- 2018 : Pyromane de Régina Demina[23]
- 2019 : Slap my butt de Kiddy Smile
- 2020 : Nyctalope de Bandit Bandit[24]

## Distinctions
- Chevalier de l'ordre des Arts et des Lettres (2025)